# William Raphael
William Raphael, nato Israel Rafalsky (in yiddish ישראל ראַפֿאַלסקי‎?; Nakel, 22 agosto 1833 – Montreal, 15 marzo 1914), è stato un pittore canadese di origine prussiano-ebraica.

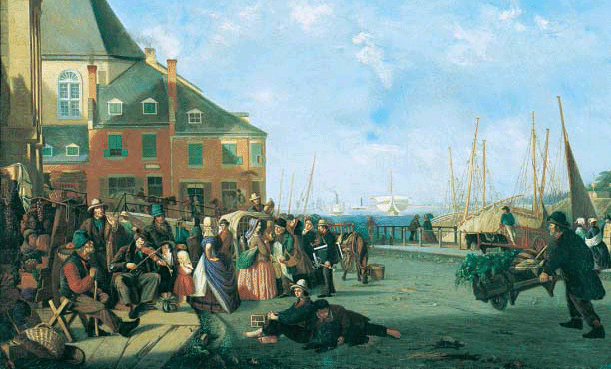
Dietro il mercato di Bonsecours, Montreal, 1866, National Gallery of Canada

Fu il primo artista ebreo affermato a risiedere e lavorare in Canada. La sua filosofia artistica si può riassumere nella frase: "La rappresentazione della bellezza e della verità non dovrebbe dipendere da ciò che è di moda.

## Biografia
Di origini ebraiche ortodosse e nativo della Prussia orientale (oggi parte della Polonia), studiò all'Accademia Reale di Berlino sotto la guida di Johann Eduard Wolff e Karl Begas, i cui stili lo influenzarono profondamente. Nel 1856, dopo la morte del padre per malattia, interruppe gli studi e si trasferì come ritrattista prima a New York, poi a Montreal su invito del fratello già ivi residente, dove visse fino alla fine dei suoi giorni. Inizialmente si associò allo studio fotografico di William Notman, col quale viaggiò per tutto il Canada ed ebbe modo di conoscere il paese; nello studio di Notman collaborò con altri artisti rinomati come Otto Reinhold Jacobi e Adolph Vogt, con cui mantenne sempre buoni rapporti.
Pittore molto prolifico, si specializzò nei ritratti, il cui pregio lo fece presto diventare molto rinomato in Canada, tanto che ancora oggi alcuni dei suoi lavori sono conservati, oltre che in vari prestigiosi musei, presso il parlamento canadese. Raphael eseguì anche numerosi ritratti di stampo romantico e fotografico di paesaggi invernali e urbani, di grandi folle, di carattere religioso e soprattutto di nativi americani delle Prime nazioni. Pochi anni dopo il suo trasferimento a Montreal dipinse Immigranti a Montreal, che più tardi fu ribattezzato Dietro il mercato di Bonsecours, una delle sue opere più famose e acquistata dalla National Gallery of Canada nel 1957.
Non potendo mantenersi con la sola attività pittorica, insegnò disegno e pittura in alcuni istituti superiori canadesi, tra cui la High School of Montreal, formando così la successiva generazione di pittori canadesi e fondando infine una propria scuola di disegno. Fu anche uno dei membri fondatori della Royal Canadian Academy of Arts nel 1880, così come di altre associazioni artistiche, e nel 1904 entrò a far parte del Consiglio delle Arti e delle Manifatture.